# Paguristes hernancortezi
Paguristes hernancortezi är en kräftdjursart som beskrevs av McLaughlin och Anthony J. Provenzano, Jr. 1974. Paguristes hernancortezi ingår i släktet Paguristes och familjen Diogenidae. Inga underarter finns listade i Catalogue of Life.